# フェリックス・ラビス
フェリックス・ラビス（Félix Labisse、1905年3月9日 - 1982年1月27日）は、フランスのシュルレアリスムの画家、イラストレーター、舞台美術家。

## 略歴
フランス、ノール県のMarchiennesで生まれた。家族とノール県のドゥエーに移り、第一次世界大戦が終わった後の1923年にベルギーのハイスト＝アン＝ゼー(Heist-aan-Zee)に移った。北海沿岸の海岸リゾート地であるベルギーのオーステンデでジェームズ・アンソール(1860-1949)と知り合い、生涯の友人となった。 1927年にオーステンデに自分のスタジオを設立した。アンソールの影響を受け、コンスタン・ペルメーク(Constant Permeke:1886–1952)やレオン・スピリアールト(1881-1946)といった前衛的な画家と交流した。絵画作品の他、劇場の舞台美術の仕事もした。1951年、パリのアントワーヌ劇場で公演されたジャン＝ポール・サルトルの戯曲『悪魔と神』の舞台美術や、1954年のアルベール・ヴィダリーの戯曲『パリの神秘(Les Mystères de Paris) 』の舞台美術にかかわった。
ラビスはシュールレアリスムのグループに加わることは無かったが、ベルギーのシュールレアリスムの画家、詩人のクリスチャン・ドートルモン（Christian Dotremont: 1922-1979)と親しくなったことから、フランスのシュールレアリスムの芸術家に評価されることになった。アンドレ・ブルトンは自らが編集する『シュルレアリスム革命（La Révolution surréaliste）』誌でラビスを取り上げ、ロベール・デスノスやポール・エリュアール、フィリップ・スーポー、ジャック・プレヴェールといったシュールレアリストたちはラビスの作品を評価した。シュールレアリスムに関する著作のある美術評論家のパトリック・ウォルドバーグ(Patrick Waldberg: 1913-1985) はラビスの研究を発表した。